# New Westminster (Colúmbia Britànica)
New Westminster (col·loquialment coneguda com a New West) és una ciutat de la regió de Lower Mainland de la Colúmbia Britànica, al Canadà, i un municipi del districte regional de l'àrea metropolitana de Vancouver (Metro Vancouver).
Es troba a la vora del riu Fraser quan gira cap al sud-oest cap al seu estuari, al costat sud-oest de la península de Burrard i aproximadament al centre de la regió del Gran Vancouver.
L'any 2023 tenia una població estimada de 88.945 habitants.

## Història

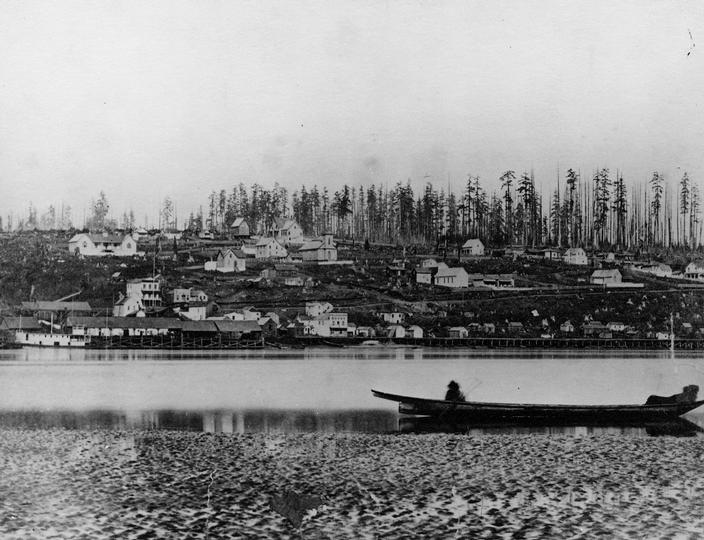
Una vista de New Westminster des del riu Fraser, cap el 1865.

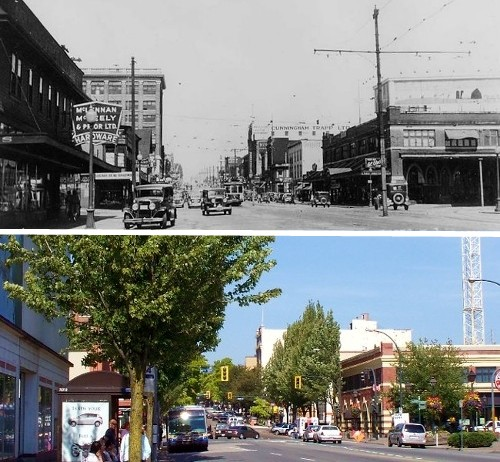
El carrer Columbia Street, 1932 i 2008

Tot i que actualment és un suburbi de Vancouver, en altres temps New Westminster la va eclipsar en importància. Fundada pel general britànic Richard Moody el 1858 com a capital de la nova colònia de la Columbia Britànica, va ser la primera ciutat de la zona. El nom li va ser adjudicat per la reina Victòria.
Va continuar en aquest paper fins que les colònies de la Columbia Britànica i l'illa de Vancouver es van unir el 19 de novembre de 1866, i el nom de Columbia Britànica es va aplicar a tot el territori. Va ser la ciutat més gran de la Colúmbia Britànica continental des d'aquell any fins que ser superada per Vancouver durant la primera dècada del segle XX.
La capital va ser traslladada l'any 1868 de New Westminster a Victoria.